# しんのすけ
しんのすけ（1973年2月17日 - ）は、日本のパチスロ関連ライター、パチスロ専門家、プロフェッショナルスロットルレーサー、YouTuber。千葉県松戸市出身。法政大学卒業。身長164cm血液型O型。靴のサイズは23cm。

## 来歴・人物
大学4年生の時にパチスロ必勝本に編集のアルバイトとして雇われる。大塚商会から内定を貰っていたが、内定を辞退してパチスロ必勝本のライターになる。初期の紙上ネームは「船橋の狼」。
学生時代にテニスのコーチをしていた経験から、「コーチ山田」という名前で当初は活動していたが、パチスロ必勝本の発行が不定期から各月になる時に当誌のバトル企画に出る事になり、その時に現在の「しんのすけ」に改名した。
30年間、血液型はA型と信じていたものの人間ドックにてO型と判明した。
競馬記者になりたかったぐらい競馬にはまっていた時期がある。しかし、3連単が導入された時に、そんな射幸性を煽るのがでたらそこを狙わないわけにいかないということで、競馬は無理だと判断した。
現在は、活躍の場を主にCS放送やネット配信の番組に移し活動している。
曰く「パチスロはイメージするスポーツ」
ドラゴン広石も同論者である。
古参ライターの中ではAタイプをめったに打たない。理由は医者に止められているため。（本人談）。

## レバーON108の奥義
しんのすけがレバーを叩く際に使用するオリジナル技。

毎ゲーム乱発するのではなくここ一番で使用し数々の結果を引き寄せてきた。

表記はレバーオンではなくレバーONである。
奥義ごとにナンバリングしてあるがしんのすけ本人が偶に間違えることがある。
技の一部

14アロー

17明鏡止水

46オーディエンス

89クラッシュ

104天空の城ラピュタ

107バーニングヘッド

109エルコンドルパサー（読者募集企画で決まった番外技）
リアロー・虚子・川崎さん・爪の垢・レバー・ワイパー・鬼打ち・Air・左手の小指・空振り・右手中指・右手中指のはら・グランドクロス・はら・孤月・天地動鳴・リオデジャネイロ・北斗白鷺拳・ムツゴロウ・レーザービーム・タックル・牛歩・カスタネット・ダンプ・風鈴・合掌・サクリファイス
ギガグラビティ・スマッシュ・無我の境地・夢想転生・鉄山靠・三沢のエルボー・まねまねキング・挙手・未来予想図

## 出演
- パチンコ・パチスロもっとまっしぐら！！（PS-STATION-TV）
- パチスロ-ライフ（エンタメ〜テレ）
- 回胴攻略道～シグマの秘密～（打ってけ!TV）
- 山田 伊藤の連れ打ちstudy in シグマ（打ってけ!TV）
- ライターX（ジャンバリ.TV）
- ライターバトルX〜勝利への道〜（ジャンバリ.TV）
- しんのすけの俺が真打（ジャンバリ.TV）
- しんのすけのLet's Go Begin！（ジャンバリ.TV）
- ういち・しんのすけの貴方の笑顔が見たいから（ジャンバリ.TV）
- 芸術家しんのすけのARTは爆発だ（ジャンバリ.TV）
- 芸術家しんのすけの回胴浪漫飛行（ジャンバリ.TV）
- ガチスロスピリッツ（ジャンバリ.TV）
- 引き継ぎリレーバトル　勝利への道標!!（ジャンバリ.TV）
- VICTORY ROAD -勝利の方程式-（ジャンバリ.TV）
- ンゴロポポス頂上決戦〜しんのすけ・トム VS BabyRock〜（ジャンバリ.TV）
- しんのすけ主宰 ジャッカスチームスペシャルガイド（ジャンバリ.TV）
- 忍魂VSしんのすけ withトム＆舞（ジャンバリ.TV）
- しんのすけのあっぱれ吉宗道〜トムと舞の将軍への道〜（ジャンバリ.TV）
- 秘宝伝 掴め!お宝への道〜しんのすけ、トム、舞の挑戦〜（ジャンバリ.TV）
- しんのすけPRESENTS 番長頂王座決定戦（ジャンバリ.TV）
- それいけ！おじ3三銃士～自由気ままな3人の・・・（ジャンバリ.TV）
- それいけ!おじ5 ★おじさん5人でやるんだってよ★（ジャンバリ.TV）
- 沖と魚拓の麻雀ロワイヤル　RETURNS（ジャンバリ.TV）
- サラブレッドウィナー（ジャンバリ.TV）
- マネーの豚～100万円争奪スロバトル～（サイトセブン.TV）
- ういちとヒカルのおもスロい人々（サイトセブン.TV）
- ういちとヒカルのおもスロいテレビ（サイトセブン.TV）
- しんのすけのスロバカ with由美子（サイトセブン.TV）
- パチスロバトルリーグ（サイトセブン.TV）
- パチスロ最新台【SHAKEⅢ】徹底解説!! 徹底実践!! SHAKEⅢ LIVE開幕（DMM・ぱちタウン）
- 大都技研全面協力！CR吉宗4前夜祭（DMM・ぱちタウン）
- パチスロ新台最速実践【政宗2】天下取り合戦（DMM・ぱちタウン）
- パチスロ新台＜盗忍！剛衛門＞しんのすけ直伝 徹底攻略（DMM・ぱちタウン）
- 【押忍！番長3】轟け！番長王決定戦（DMM・ぱちタウン）
- YES 愛 DO! powered byしんのすけ（DMM・ぱちタウン）
- すなっくまいみ２ 出張編（DMM・ぱちタウン）
- しんのすけのH-1GP（DMM・ぱちタウン）
- 王道1st（DMM・ぱちタウン）